# Jixi
Jixi (en chino, 鸡西; pinyin, Jīxī) es una ciudad-prefectura en la provincia de Heilongjiang, República Popular de China. Situada en las orillas del río Muling, tributario del gigante río Ussuri, cerca de la frontera rusa con el Krai de Primorie y a 120 km del lago Janka, el cual se comparte los dos países.
Esta zona es un lugar para la minería de carbón, con reservas estimadas de hasta 8 mil millones de toneladas. Las de grafito ocupa el #1 en todo el Asia. Las de sillimanita y mármol son también importantes.

## Administración
La ciudad prefectura de Jixi se divide en 9 localidades que se administran en 6 distritos urbanos, 2 ciudades suburbanas y 1 condado rural.
- Distrito Jiguan 鸡冠区
- Distrito Hengshan 恒山区
- Distrito Didao 滴道区
- Distrito Lishu 梨树区
- Distrito Chengzihe 城子河区
- Distrito Mashan 麻山区
- Ciudad Hulin 虎林市
- Ciudad Misan密山市
- Condado Jidong 鸡东县

## Demografía
| Composición étnica |
| --- |
| |
| Han 1 852 345 (95.19%) Coreana 50 580 (2.6%) Manchú 33 512 (1.7%) Mongol 4 184 (0.22%) Hui 3 270 (0.17%) Miao 408 (0.02%) Xibe 356 (0.02%) Zhuang 308 (0.02%) Tujia 229 (0.01%) Otras 865 (0.05%) |

Etnias en la región según cifras del 2000.

## Historia
Hace miles de años, esta zona estaba habitada por los antepasados de los manchúes, La pesca y la caza era el modo de vida. Durante la dinastía Tang, esta área estaba bajo el reino coreano de Balhae. Por la dinastía Shang, los habitantes comenzaron a comunicarse con la gente en la llanura central. Fue durante la dinastía Han que la agricultura primitiva en esta región había tomado forma.

## Clima
La ciudad de Jaxí tiene un clima continental húmedo que está influenciado por el Monzón con inviernos secos y veranos húmedos y cálidos, sin embargo debido a la cercanía del mar del Japón los veranos son más calientes que en ciudades de la misma latitud. Mensualmente las temperaturas medias varían de —16 °C en enero a 22 °C en julio, una media anual de 4 °C—. El sol predomina todo el año, incluso en los meses fríos y el verano cuando las lluvias llegan. Recibe el apodo de ser la ciudad primaveral del norte de China.
| Parámetros climáticos promedio de Jixi (1971−2000) | Parámetros climáticos promedio de Jixi (1971−2000) | Parámetros climáticos promedio de Jixi (1971−2000) | Parámetros climáticos promedio de Jixi (1971−2000) | Parámetros climáticos promedio de Jixi (1971−2000) | Parámetros climáticos promedio de Jixi (1971−2000) | Parámetros climáticos promedio de Jixi (1971−2000) | Parámetros climáticos promedio de Jixi (1971−2000) | Parámetros climáticos promedio de Jixi (1971−2000) | Parámetros climáticos promedio de Jixi (1971−2000) | Parámetros climáticos promedio de Jixi (1971−2000) | Parámetros climáticos promedio de Jixi (1971−2000) | Parámetros climáticos promedio de Jixi (1971−2000) | Parámetros climáticos promedio de Jixi (1971−2000) |
| Mes                                                | Ene.                                               | Feb.                                               | Mar.                                               | Abr.                                               | May.                                               | Jun.                                               | Jul.                                               | Ago.                                               | Sep.                                               | Oct.                                               | Nov.                                               | Dic.                                               | Anual                                              |
| -------------------------------------------------- | -------------------------------------------------- | -------------------------------------------------- | -------------------------------------------------- | -------------------------------------------------- | -------------------------------------------------- | -------------------------------------------------- | -------------------------------------------------- | -------------------------------------------------- | -------------------------------------------------- | -------------------------------------------------- | -------------------------------------------------- | -------------------------------------------------- | -------------------------------------------------- |
| Temp. máx. media (°C)                              | −10.7                                              | −6.1                                               | 2.3                                                | 12.8                                               | 20.2                                               | 24.5                                               | 27.3                                               | 25.9                                               | 20.5                                               | 12.0                                               | 0.6                                                | −8.4                                               | 10.1                                               |
| Temp. mín. media (°C)                              | −21.0                                              | −17.4                                              | −9.1                                               | 0.3                                                | 7.0                                                | 13.2                                               | 17.1                                               | 15.8                                               | 8.5                                                | 0.3                                                | −9.6                                               | −17.9                                              | −1.1                                               |
| Precipitación total (mm)                           | 4.5                                                | 6.0                                                | 8.6                                                | 22.0                                               | 52.5                                               | 93.5                                               | 126.5                                              | 109.4                                              | 62.8                                               | 37.4                                               | 10.6                                               | 8.0                                                | 541.8                                              |
| Días de precipitaciones (≥ 1 mm)                   | 5.3                                                | 5.8                                                | 5.9                                                | 8.7                                                | 13.0                                               | 15.8                                               | 14.6                                               | 13.0                                               | 10.9                                               | 8.8                                                | 6.8                                                | 6.9                                                | 115.5                                              |
| Horas de sol                                       | 180.9                                              | 198.4                                              | 244.1                                              | 232.4                                              | 254.3                                              | 238.7                                              | 236.0                                              | 227.3                                              | 221.4                                              | 206.9                                              | 173.0                                              | 151.0                                              | 2564.4                                             |
| Humedad relativa (%)                               | 64                                                 | 60                                                 | 53                                                 | 52                                                 | 55                                                 | 70                                                 | 76                                                 | 78                                                 | 71                                                 | 60                                                 | 61                                                 | 65                                                 | 63.8                                               |
| Fuente: China Meteorological Administration        |                                                    |                                                    |                                                    |                                                    |                                                    |                                                    |                                                    |                                                    |                                                    |                                                    |                                                    |                                                    |                                                    |

## Ciudades hermanas
Jixí esta hermandada con:
- Shiyan - Hubei
- Zhaoqing - Guangdong
- Xiamen - Fujian
- Changsha - Hunan
- Anshan - Liaoning
- Lesozavodsk - Rusia
- Novosibirsk - Rusia